# 斗南國小日式宿舍
斗南國小日式宿舍，位於臺灣雲林縣斗南鎮斗南國小前，今僅存一棟兩戶，列歷史建築。

## 使用
斗南國小1938年移轉至現址時，同時興建含校長宿舍的三棟日式木造眷舍，三年後再增建四棟。其中一棟在學校對面的雙拼宿舍土地面積1090,82平方公尺、建物面積約226.44平方公尺。該建物依大正11年總督府官舍建築標準興建標準屬丙種官舍，主要結構為高架地坪、布基礎、竹編夾泥牆及雨淋板等。由於建造時逢第二次世界大戰末期，在物資缺乏，構法及用料與其他時期有所差異，但前院、踏込、玄關、座敷、床之間、居間、押入、台所、茶之間、風呂、便所等機能空間都具備。內部以各六個疊蓆分為兩戶，門牌分別為文昌路145號與147號。
戰後時期，任教斗南國小的書法家陳岳山住在147號。1951年，原住於台中市繼光街宿舍的畫家沈耀初、許繼寬，獲斗南國小校長沈紹發邀請至斗南國小任教。沈耀初與許繼寬共住在另一戶，門牌為145號。

## 保存
隨著時代變遷，宿舍因屋內梁柱傾頹殘破不堪，遭到斗南鎮居民的嫌惡。2008年1月，校長林秀桂任內，開始拆除舊有校舍。陳璧君認為陳岳山、沈耀初入住的兩屬於1945年最後一批興建，具有日治最末期木構日式宿舍的研究價值。在地方、藝文界人士呼籲保護下，這兩戶於2011年1月13日以「斗南國小日式宿舍」之名公告登錄為歷史建築，其餘九戶遭拆除。
縣府委由李豐村建築師事務所對修復斗南國小日式宿舍作規劃，由天驥營造以工程經費新臺幣1978萬9434元進行工程修復。2020年8月13日，在斗南鎮長沈暉勛、教育處長邱孝文、議員王秋足、顏忠義、黃美瑤、廖郁賢、周秀月觀禮下，由雲林縣長張麗善、文觀處長陳璧君、已九十五歲陳岳山於棟札上簽名後，開始動工修復。修復時保留一半木材續用。2023年4月10日，由縣長張麗善及文觀處長陳璧君以「斗南文薈館」之名舉行完工啟用時，並為已過世的陳岳山舉行書法特展。
2023年10月27日，高雄市建築經營協會在台北漢來大飯店舉辦建築園冶獎，斗南國小日式宿舍修復工程獲2023年「舊建築景觀類」獎項。